# Людские потери во Вьетнамской войне

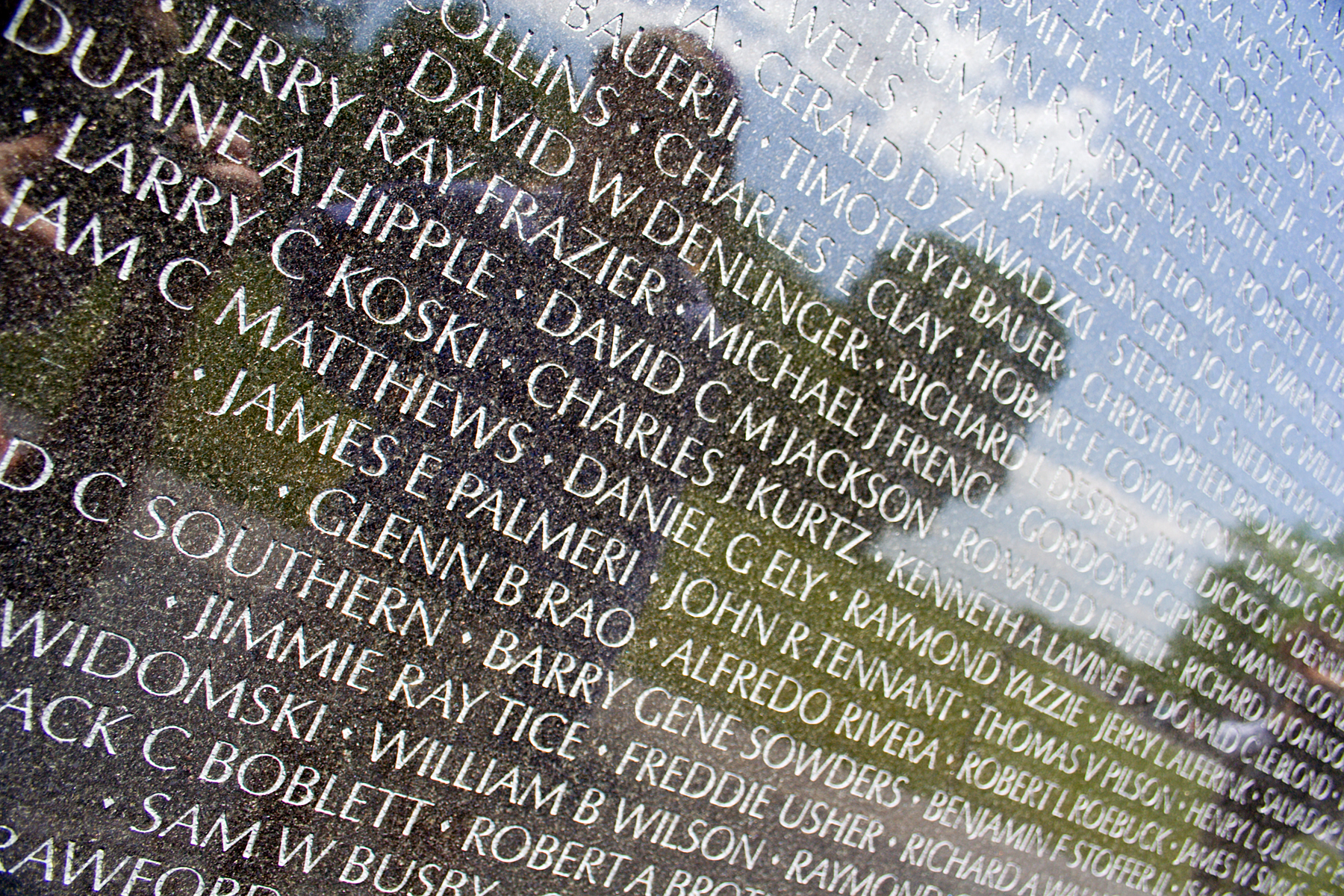
Имена погибших американских военнослужащих на стене Мемориала ветеранов Вьетнама в Вашингтоне

Вьетнамская война началась в 1957 году, когда коммунистическое подполье в Южном Вьетнаме перешло к вооружённой борьбе против правительства Нго Динь Зьема. В 1959 году помощь повстанцам начал оказывать Северный Вьетнам. С 1961 года в боевых действиях напрямую участвовали США, в 1965 году отправившие в Южный Вьетнам крупный воинский контингент и развернувшие кампанию воздушных бомбардировок Северного Вьетнама. В войну были вовлечены и другие государства, выступившие на той или иной стороне. В то же время в Лаосе и Камбодже шли собственные гражданские войны, которые так или иначе оказались переплетены с войной во Вьетнаме. В 1973 году США прекратили боевые действия в Юго-Восточной Азии. В 1975 году война завершилась военной победой Северного Вьетнама и включением Южного Вьетнама в его состав, в результате чего появилось независимое единое вьетнамское государство.
Вьетнамская война была одним из наиболее масштабных и кровопролитных вооружённых конфликтов второй половины XX века. Определение людских потерь в ней является крайне сложной задачей, подтверждением чему служат заметно различающиеся цифры, приводимые разными источниками.

## Южный Вьетнам и союзники

### США
По количеству погибших американцев Вьетнамская война находится на четвёртом месте после Гражданской, Второй мировой и Первой мировой войн.
Погибшие. В источниках встречаются разные цифры американцев, погибших в Юго-Восточной Азии (40 тысяч, 56 тысяч, 57 тысяч, 60 тысяч). Это вызвано тем, что авторы могут брать цифры только боевых потерь, прибавлять к числу погибших число пропавших без вести, и т. д. По состоянию на середину 2008 года погибшими, умершими от ран и болезней, пропавшими без вести числились 58 220 американцев (эта цифра постепенно растёт после окончания войны, так как в неё включаются военнослужащие, умершие через годы и даже десятилетия от последствий боевых ранений). Из них 47 434 человека потеряны в результате действий противника, а 10 786 человек являются небоевыми потерями (погибли в транспортных происшествиях, в инцидентах с оружием, умерли от болезней, покончили жизнь самоубийством).
Наиболее кровопролитным годом войны для США стал 1968-й — более 16 000 погибших, включая небоевые потери. Имена всех американцев, погибших и пропавших без вести в Юго-Восточной Азии, перечислены на Мемориале ветеранов Вьетнама в Вашингтоне (более известном как «Стена»).
Раненые. Всего в ходе войны ранения получили 303 000 американских военнослужащих. Из них 153 000 были эвакуированы в госпитали, и почти столько же получили необходимую медицинскую помощь в полевых условиях.
Военнопленные. За всю войну в плен к противнику попало почти 800 американцев, в большинстве — лётчики, сбитые над Северным Вьетнамом. Более 100 человек умерло в плену (включены в цифру погибших), остальные были освобождены по условиям Парижского соглашения 1973 года.
В США существует определённое число сторонников гипотезы о том, что американское правительство в 1973 году бросило часть пленных на произвол судьбы, и эти американцы предположительно могут находиться в плену во Вьетнаме до сих пор. Несмотря на большое количество собранных свидетельств в пользу этого, такая версия категорически отвергается соответствующими ведомствами США.
Пропавшие без вести. Сразу после завершения войны насчитывалось примерно 2600 американских военнослужащих, чья судьба была не установлена или чьи останки не были обнаружены. С 1992 года на территории Вьетнама, Лаоса и Камбоджи американские поисковые группы при содействии правительств этих стран занимаются розыском пропавших без вести. Кроме того, Вьетнам периодически возвращает США останки американцев, обнаруженные собственными силами. На 16 мая 2008 года пропавшими без вести в Юго-Восточной Азии всё ещё числились 1741 военнослужащий. Признаётся, что шансов на то, что кто-то из этих людей жив, практически нет, а также то, что в ряде случаев обнаружение останков невозможно в силу обстоятельств потери.
Самоубийства после войны. Достаточно широко распространено мнение, что число американских ветеранов, совершивших самоубийство после войны намного больше числа погибших в самой войне. В частности, в 1990 году ветеран войны Чак Дин писал о 150 тыс. совершивших самоубийство к этому моменту. Однако ряд авторов подвергает такую высокую цифру сомнению. Один из ветеранов, основываясь на высоких оценках количества самоубийств, как-то подсчитал, что из тех, кто когда-либо служил в его роте во Вьетнаме, после войны должны были совершить самоубийство от 45 до 135 человек; однако данные ассоциации ветеранов этой роты показывали, что в реальности ни одного суицида не произошло.Тим Буллмэн и Хэн Янг в медицинском журнале Federal Practitioner оценивали число ветеранов Вьетнама, совершивших самоубийство в 20 тыс. человек на 1993 год.

### Южный Вьетнам
Потери Вооружённых сил Южного Вьетнама, как считается, достигают 250 тысяч человек убитыми и примерно 1 миллиона ранеными. В Южном Вьетнаме вёлся достаточно точный учёт потерь (хотя в ряде случаев потери могли занижаться), однако до сих пор неизвестны понесённые его армией потери (и очень существенные) в ходе весеннего наступления 1975 года. Поскольку в результате этого наступления Южный Вьетнам прекратил своё существование, то соответственно, многие документы были либо утеряны, либо вообще не составлялись.
Оценить потери среди гражданского населения Южного Вьетнама крайне затруднительно. По-видимому, они включены в общие цифры, приведённые официальными лицами Социалистической Республики Вьетнам (см. Северный Вьетнам и НФОЮВ).

### Южная Корея
Южная Корея оказала США наиболее значимую военную поддержку среди всех американских союзников в этой войне (не считая Южного Вьетнама). На пике войны в боевых действиях участвовал 50-тысячный южнокорейский корпус. В ходе войны во Вьетнаме южнокорейский контингент потерял 5099 военнослужащих убитыми, 11323 ранеными и 4 пропавшими без вести.

### Австралия
В разгар боевых действий во Вьетнаме находилось около 8 тысяч австралийских военнослужащих. Они активно проводили операции и участвовали в нескольких крупных сражениях с противником. Всего во Вьетнаме погибло около 500 австралийцев, получили ранения или заболели около 3100 человек.

### Филиппины
Филиппинский контингент находился в Южном Вьетнаме недолго (около 3 лет) и выполнял в основном небоевые задачи. Потери составили 9 человек убитыми.

### Таиланд
Первые военнослужащие (10 пилотов и 7 авиатехников ВВС Таиланда) прибыли в Южный Вьетнам в 1964 году, в 1965 году во Вьетнам были направлены ещё 200 моряков (экипажи для двух кораблей, переданных США по программе военной помощи); в 1966 году численность контингента увеличилась на несколько человек (экипажи для двух военно-транспортных самолётов C-123 «Provider», переданных США для ВВС Таиланда); в 1967 году в Южный Вьетнам прибыло подразделение «Королевская кобра» (2207 военнослужащих); в 1969 году — крупное пехотное подразделение «Черные пантеры» и 45 авиатехников. Общая численность военнослужащих Таиланда, принимавших участие в войне во Вьетнаме, оценивается в две бригады.
Таиландский контингент, отправленный в Южный Вьетнам, принимал участие в боевых операциях и потерял 351 человека убитыми, 1351 или 1358 ранеными. Также известно, что большое число таиландских военнослужащих воевало на стороне правительственных сил в Лаосе, однако их потери формально относятся к другой войне и, по всей видимости, не учтены.

### Новая Зеландия
Новая Зеландия принимала незначительное участие в войне и понесла малые потери — 37 человек погибшими.

### Япония
Для доставки вооружения и иных военных грузов с военных баз США на Японских островах во Вьетнам с 1964 года использовались десантные корабли LST водоизмещением 2-3 тысячи тонн под флагом США, которые находились в подчинении военного командования США на Дальнем Востоке (Иокогама). Команды всех LST (количество которых к концу 1967 года увеличилось до 28) состояли из японских моряков. Всего с 1964 до конца 1969 года в выполнении работ участвовали около трёх тысяч японских моряков. По официальным данным правительства Японии, во Вьетнаме погибли четыре японских моряка из команд LST.

### Канада
Официально Вооружённые силы Канады в боевых действиях во Вьетнаме не участвовали, но вступление канадцев добровольцами в Вооружённые силы США для участия в боевых действиях приобрело широкий размах (до 30 000 добровольцев). Кроме того, с января по июль 1973 года в Южном Вьетнаме находился канадский миротворческий батальон (290 человек). Потери канадцев во Вьетнаме погибшими и пропавшими без вести составили 134 человека.

## Северный Вьетнам и союзники

### Северный Вьетнам и НФОЮВ

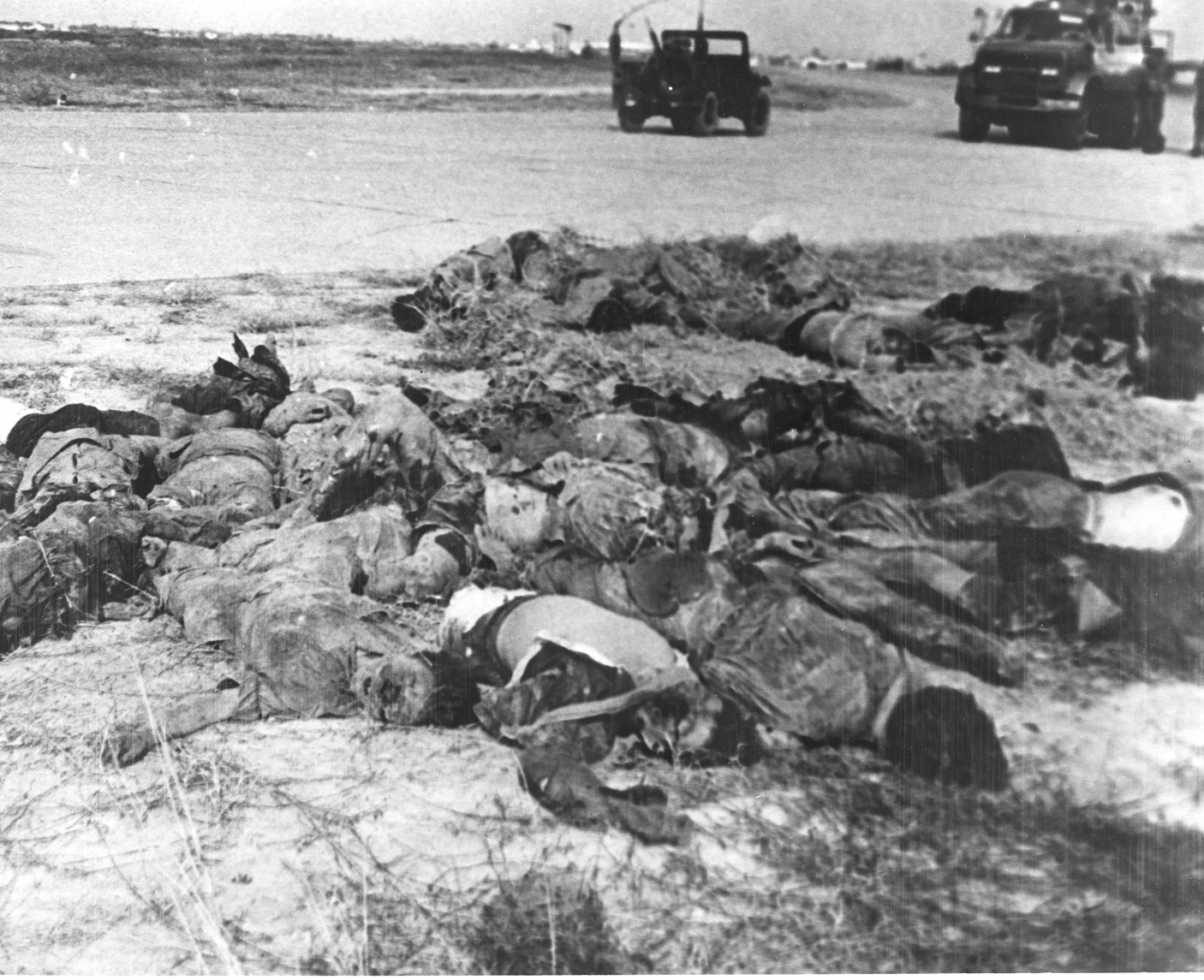
Тела партизан НФОЮВ, погибших во время атаки на авиабазу Таншоннят, 1968

Национальный фронт освобождения Южного Вьетнама играл ключевую роль в первой половине войны (до Тетского наступления 1968 года). Регулярная армия Северного Вьетнама принимала активное участие в боевых действиях в Лаосе, Камбодже и особенно в Южном Вьетнаме.
Впервые официальные вьетнамские цифры потерь в войне были озвучены в 1995 году в связи с 20-й годовщиной победы. Было заявлено, что потери военнослужащих составили 849 018 человек погибшими и 600 000 ранеными, в эту цифру включены потери НФОЮВ и регулярной армии. Число погибших мирных жителей в обеих частях страны между 1954 и 1975 годами оценено в 2 миллиона человек. Неизвестно, как распределяются жертвы между Северным и Южным Вьетнамом. По оценке ряда авторов, в Северном Вьетнаме за всё время американских бомбардировок погибло 65 000 мирных жителей. Жертвы на Юге были гораздо большими; в частности, по оценке американского профессора Рудольфа Руммеля, только во время финального наступления 1975 года северовьетнамскими войсками было убито 50 000 южновьетнамских беженцев.

### Китай
Во время войны на территории Северного Вьетнама находились наземные подразделения китайской армии, которые, насколько известно, не принимали участия в отражении американских воздушных налётов. Кроме того, большое количество китайских рабочих занималось восстановлением разрушенных объектов. По опубликованным в Китае данным, Вьетнамская война унесла жизни около 1000 китайцев.

### СССР
С 1965 года в Северном Вьетнаме находились советские военные советники, помогавшие в создании системы ПВО страны (которой в начале войны фактически не существовало). Информация о непосредственном участии советских военнослужащих в воздушных боях или наземных боевых действиях в Южном Вьетнаме не нашла подтверждения в доступных архивных документах. Кроме того, в Северном Вьетнаме находились гражданские специалисты. Советский гражданский морской флот осуществлял перевозки в страну грузов различного назначения.
По данным российских военных историков, за время Вьетнамской войны в Северном Вьетнаме погибли и умерли от болезней 16 советских военнослужащих, а по данным ГОУ Генерального штаба ВС СССР потери СССР во Вьетнаме за период с июля 1965 по декабрь 1974 составили 13 человек.

### КНДР
В войне участвовала истребительная эскадрилья ВВС КНДР, а также наземные подразделения ПВО. Известно, что на территории Вьетнама существует захоронение северокорейских военнослужащих, однако никаких конкретных цифр не сообщалось.